# Syntomis nigricornis
Лжепестрянка черноусая (Syntomis nigricornis, или Amata nigricornis), — бабочка из подсемейства медведицы в составе семейства Эребиды.

## Описание
Передние крылья вытянутые, задние — короткие. Основной фон крыльев сине-чёрный. На передних крыльях обычно по шесть, на задних по два белых
пятна, причём прикорневое пятно задних крыльев крупнее, чем дистальное. Первый и пятый сегменты брюшка жёлтые. Брюшко чёрно-синее. Конец брюшка заметно выдается за нижний край задних крыльев. Усики длинные, нитевидные.

## Замечание по таксономии
В. В. Золотухин всегда доказывал, что статус самостоятельного рода имеют как в основном палеарктические Syntomis, включая лжепестрянку черноусую, так и в основном палеотропические Amata. Лжепестрянку черноусую очень часто ошибочно принимают за Syntomis phegea, например, Г. Н. Горностаев и др..

## Ареал
Украина, Крым, Западная и Центральная Россия, Предкавказье, Кавказ, Восточная и Центральная Турция, Грузия, Армения, Азербайджан, Северный Иран, Северо-Западный и Северо-Восточный Казахстан. Наиболее обычный вид рода в Европейской России.

## Биология
Бабочки встречаются в изреженных лесах, опушках, хорошо прогреваемых суходольных лугах, остепнённых участках с высоким травостоем или группами кустарников, на лугах и в парках. За год развивается в одном поколении. Бабочки летают днём с середины июня до конца июля. Гусеница развивается в апреле—мае на одуванчике (Taraxacum), подорожнике (Plantago), латуке (Lactuca), щавеле, яснотке и других травянистых растениях.